# Braunes Haus

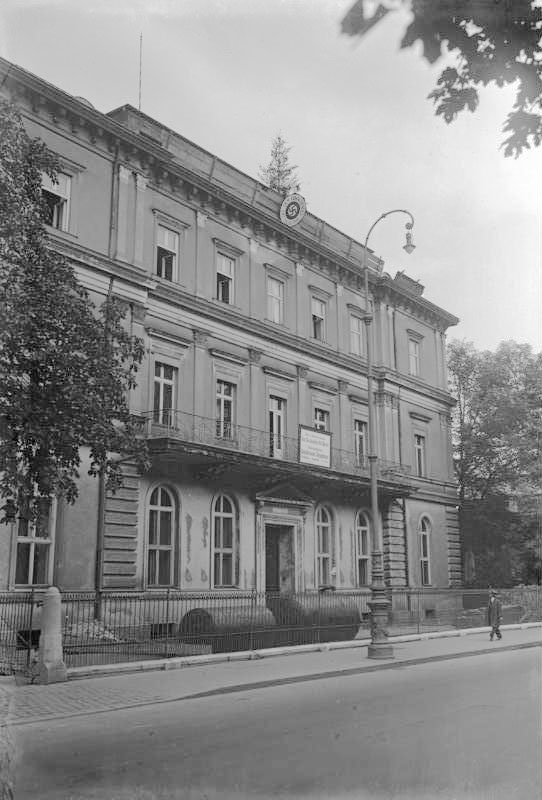
Braunes Haus (1935)

Braunes Haus war der Name des Gebäudes der von 1930 bis 1945 bestehenden Parteizentrale der NSDAP in München, Brienner Straße 34. Es entstand ursprünglich als Stadtpalais.

## Geschichte

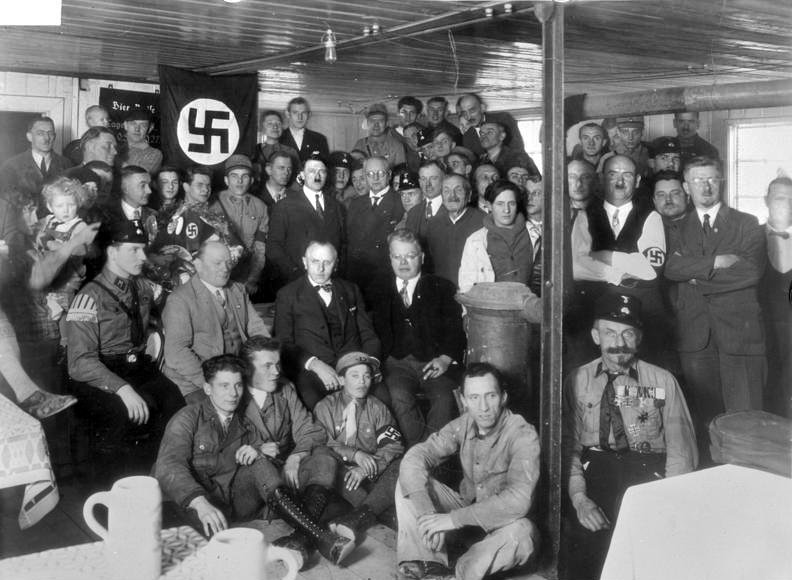
Einweihung des Braunen Hauses (1930)

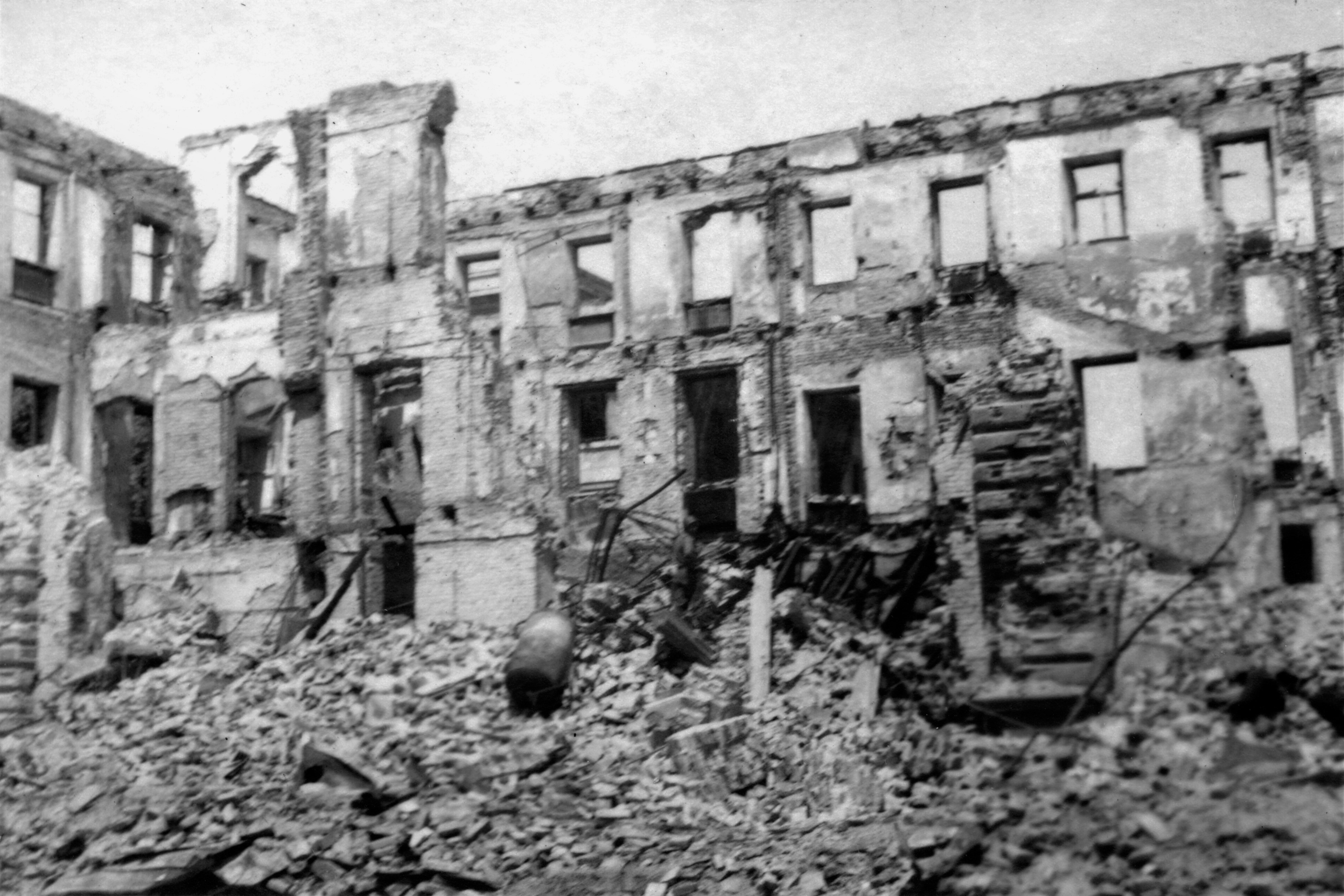
Ruine (1945)

Das zwischen Karolinenplatz und Königsplatz gelegene Haus wurde 1828 von Jean Baptiste Métivier im Stil des Klassizismus als Adelspalais für Karl Freiherr von Lotzbeck (1786–1873) errichtet. Für diesen hatte er schon zuvor Schloss Weyhern umgebaut. Zu seinen späteren Bewohnern und Eigentümern gehörten der Marchese Fabio Pallavicini (1795–1872) und Hoffotograf Joseph Albert.
Es gelangte 1876 in das Eigentum des Großkaufmanns Richard Barlow (1826–1882), der es seinem Sohn, dem Industriellen Willy Barlow (1869–1928), vererbte. Dessen Witwe verkaufte die Liegenschaft für 805.864 Reichsmark am 26. Mai 1930 an die NSDAP. Deren Räume in der Schellingstraße 50 waren zu klein geworden. Dort befand sich die Parteizentrale seit 1925. Bis zur Übernahme durch die NSDAP war das Gebäude als „Palais Barlow“ oder einfach als „Adelspalais“ bekannt. „Braunes Haus“ war dann die parteioffizielle Bezeichnung des Hauses. Das Geld für den Kauf durch die NSDAP stammte von dem Industriellen Fritz Thyssen.
Nach größeren Umbauarbeiten, mit denen der Münchner Architekt Paul Ludwig Troost beauftragt wurde und deren Entwürfe von Adolf Hitler selbst bearbeitet wurden, wurde die gesamte Reichsleitung der NSDAP zu Beginn des Jahres 1931 dorthin verlegt. Im „Braunen Haus“ ließ Hitler, in Anerkennung der Unterstützung durch den US-amerikanischen Industriellen Henry Ford, hinter seinem Schreibtisch ein großes Porträt dieses Firmenpatriarchen an der Wand aufhängen.
Während seiner Periode als Hauptquartier der NSDAP war das Gebäude streng bewacht und geheim gehalten. Da die Behörden manchmal verhaftete Personen zum Verhör ins Braune Haus brachten, erhielt die Struktur auch den Spitznamen „Denuntiatur“, ein Wortspiel, das den „Akt der Denunziation“ und die Apostolische Nuntiatur auf der anderen Straßenseite kombinierte.
Im Zweiten Weltkrieg wurde das Gebäude bei den Luftangriffen auf München von Fliegerbomben getroffen, erstmals in der Nacht vom 2. auf den 3. Oktober 1943 und besonders schwer am 7. Januar 1945. Die Ruine wurde in der unmittelbaren Nachkriegszeit geplündert und 1947 abgerissen. Das Grundstück blieb bis 2012 unbebaut.

## Dokumentationszentrum

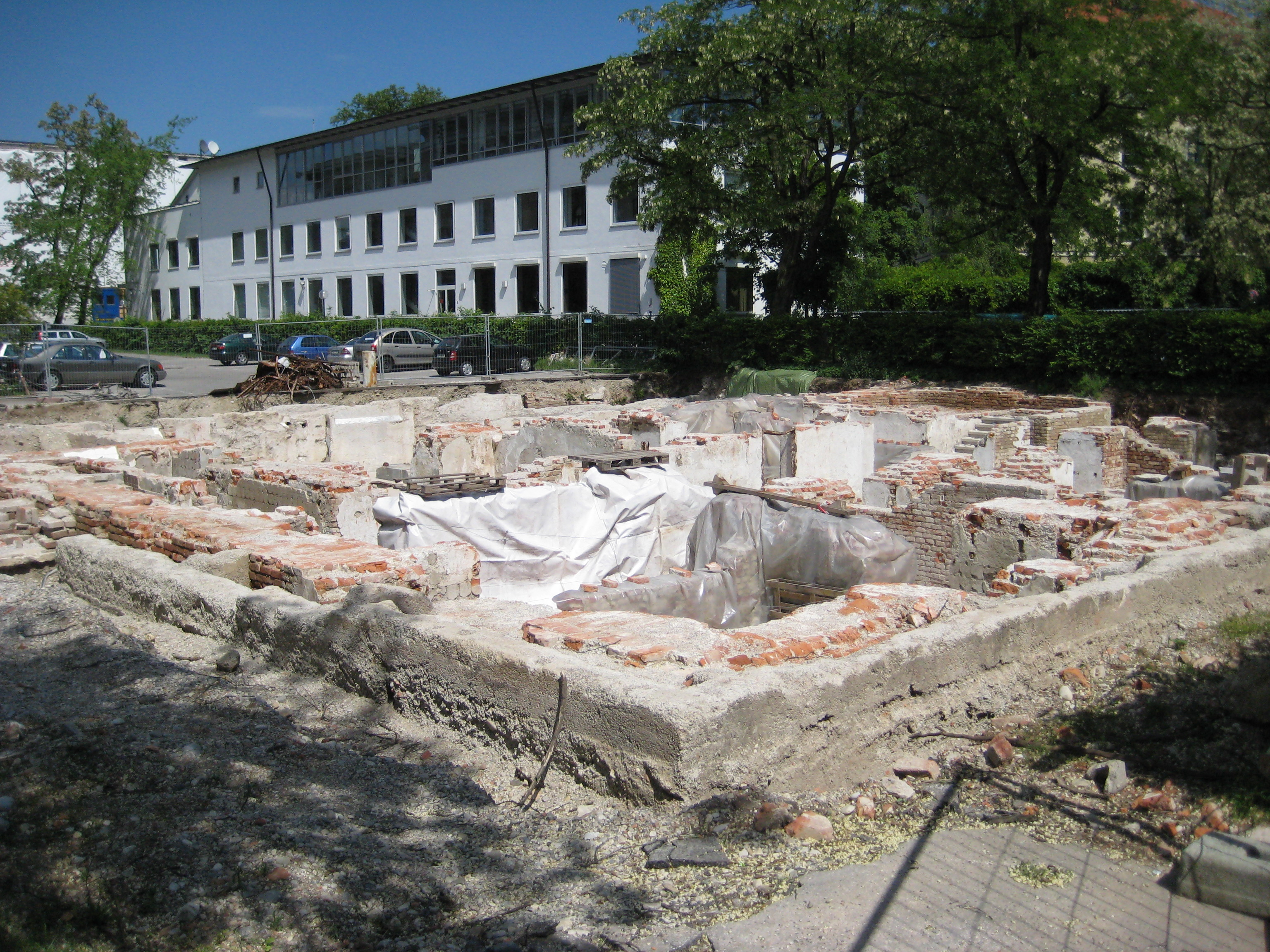
Die Fundamente im Mai 2007

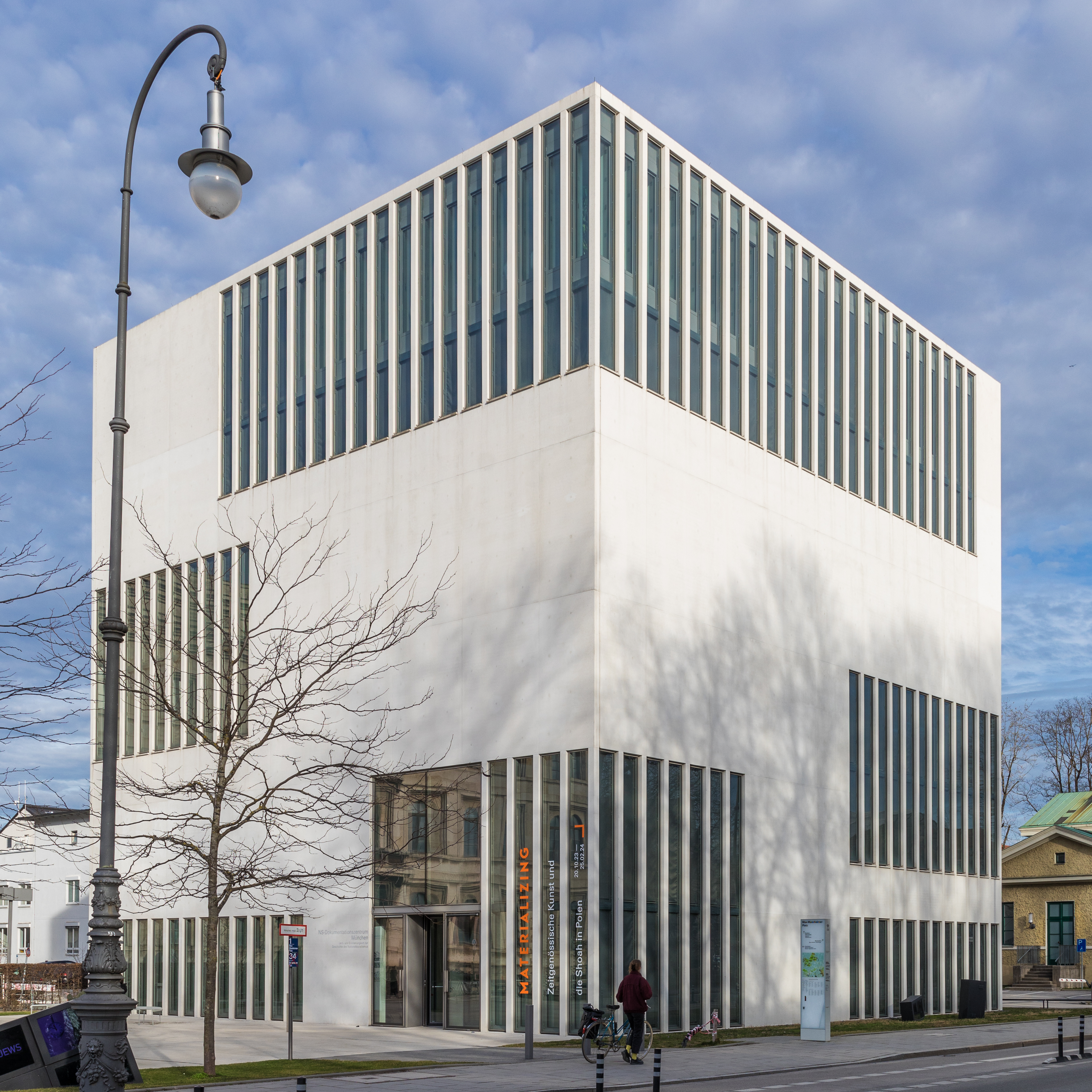
Das Dokumentationszentrum auf dem Gelände des Braunen Hauses (2015)

Am 6. Dezember 2005 beschloss die Bayerische Staatsregierung (Kabinett Stoiber IV), auf dem Areal ein Dokumentationszentrum zum Thema Nationalsozialismus zu errichten. Vor Baubeginn wurden die Fundamente des Braunen Hauses freigelegt und archäologisch untersucht. Hierbei wurden noch einige Fundstücke sichergestellt. Eine Einbindung der Fundamente in das neue Dokumentationszentrum war jedoch nicht gewünscht, weshalb die Fundamente abgetragen wurden. Die Grundsteinlegung sollte 2008 erfolgen. Da sich aber die Finanzierung verzögerte – im Juni 2009 wurde eine Vereinbarung zwischen der Stadt München, dem Freistaat Bayern und dem Bund geschlossen, die die Kostenübernahme in Höhe von 28,2 Millionen Euro zu gleichen Teilen vorsah – und es unterschiedliche Auffassungen über inhaltliche Fragen gab, begannen die Bauarbeiten erst 2011. Die Grundsteinlegung erfolgte am 9. März 2012, das Zentrum wurde schließlich zum 70. Jahrestag der Befreiung Münchens am 30. April 2015 eröffnet.